# Huld járás
Huld járás (mongol nyelven: Хулд сум) Mongólia Közép-Góbi tartományának egyik járása. Területe 6000 km². Népessége kb. 2200 fő.
Székhelye, Ulándzsirem (Улаанжирэм) 95 km-re fekszik Mandalgobi tartományi székhelytől.